# 久次良町
久次良町（くじらまち）は、栃木県日光市の地名。郵便番号は321-1436（日光市管区）。

## 概要

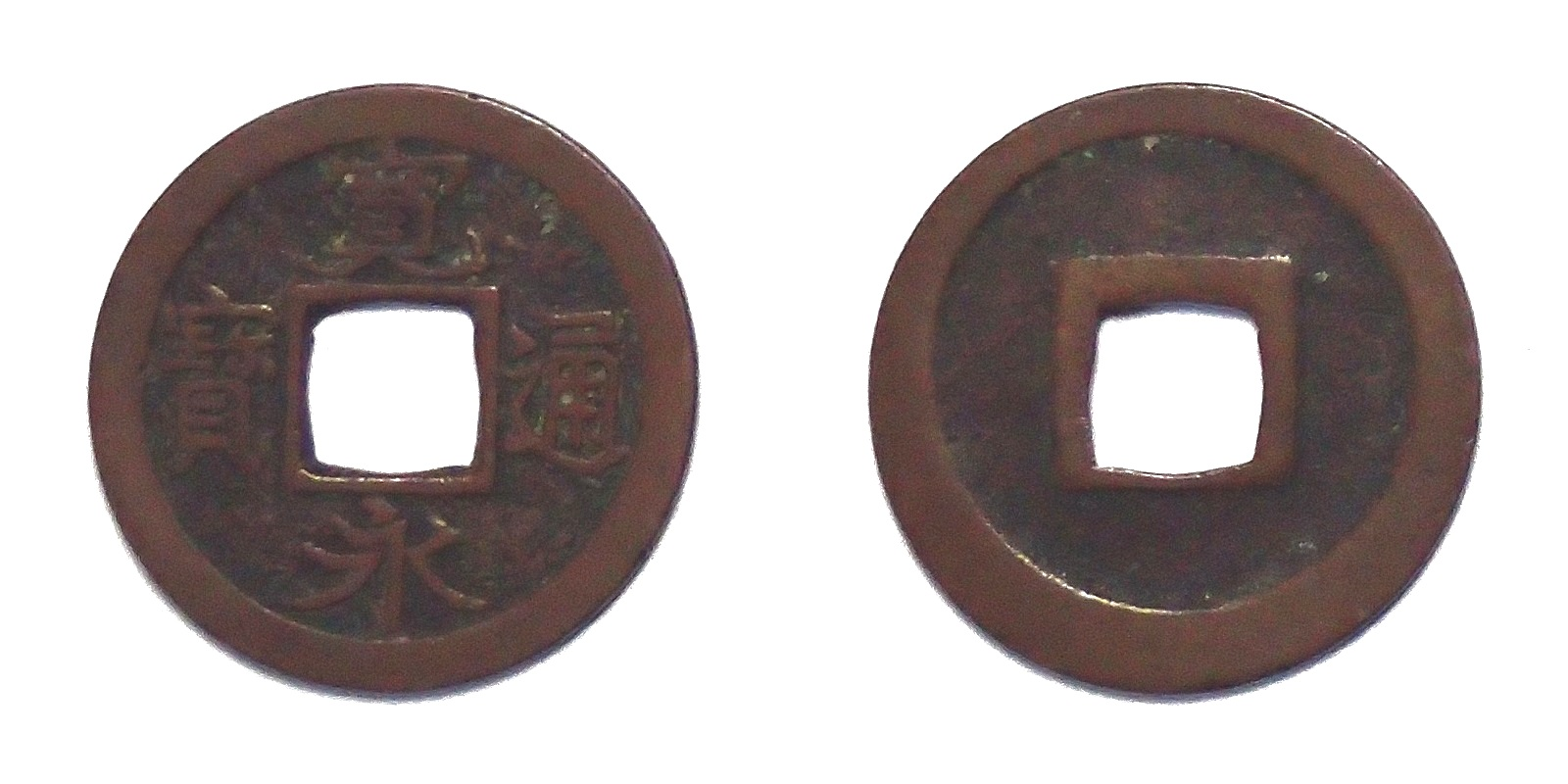
元文期日光久次良村銭

久次良は日光市中央南部の地名であり、花石町と裏見滝への玄関口で知られる清滝安良沢町に隣接する。
地名は奈良時代の一族の久次良氏（久次郎氏）に由来し、「久治良」、「久自良」、「久次郎」という表記も存在した。
日光開山の祖として知られる勝道上人の子孫が、上人による二荒山神社建立の後に久次良町と花石町を社家町として住み始めた。延喜4年（904年）に、大中臣清真（勝道上人の従弟で後の二荒山神社の神主）の嫡男清仁が、現在の久次良神社の前身である久次良大明神を創立した。久次良村として知られていたらしく、元文2年（1737年）には、「元文期日光久次良村銭」（寛永通寳）が鋳造されていた。後年には社家以外の民も移住していた一方で、社家一族は明治期には両町からいなくなったとされる。
奈良時代に、久次良一族は現在の宇都宮市徳次郎町を領地とし、日光二荒山神社を遷した智賀都神社を建立した。一説には、徳次郎とは久次良氏の外領、つまり「外久次良（外久次郎＝とくじら）」が地名の由来とされ、現在でも「外鯨（とくじら）」の姓を持つ町民も存在する。

## 地理と自然環境
日光市の中央南部に位置し、区分としては大谷川を南端とし、日光連山と鳴虫山に挟まれた台地である。日光地区では比較的温暖であり、学校や住宅街や宿泊施設などが点在している。北側は山林に密接した土地であり、先住民（蝦夷という説がある）の石鏃が近隣各地と共に発掘されたり、かつて奥日光（いろは坂以上）には分布しないとされていたニホンイノシシ（山鯨）も、実際は明治中期まで中禅寺湖（男体山）付近に生息していたとされ、徳川の時代までは清滝や細尾と並び久次良一帯にも分布していたとされる。とくに夜間には野生動物が頻繁に山沿いの住宅街にも現れ、ホンドギツネ、ホンドテン、ニホンジカ、ホンドダヌキ、ニホンアナグマ、ニホンザル、キジ等のほか、ツキノワグマも稀に出没する。

## 世帯数と人口
2015年（平成27年）10月1日現在の世帯数と人口は以下の通りである。
| 町丁     | 世帯数  | 人口  |
| -------- | ------- | ----- |
| 久次良町 | 398世帯 | 909人 |

## 地域
- 日光警察署（久次良町駐在所）
- 学校
  - 日光市立安良沢小学校
  - 日光市立日光中学校
  - 栃木県立日光明峰高等学校
  - 葛飾区立日光林間学園（一部敷地）
- 公園
  - 含満公園
  - 藤ノ木児童公園

## 観光
- 寺社・名所・史跡

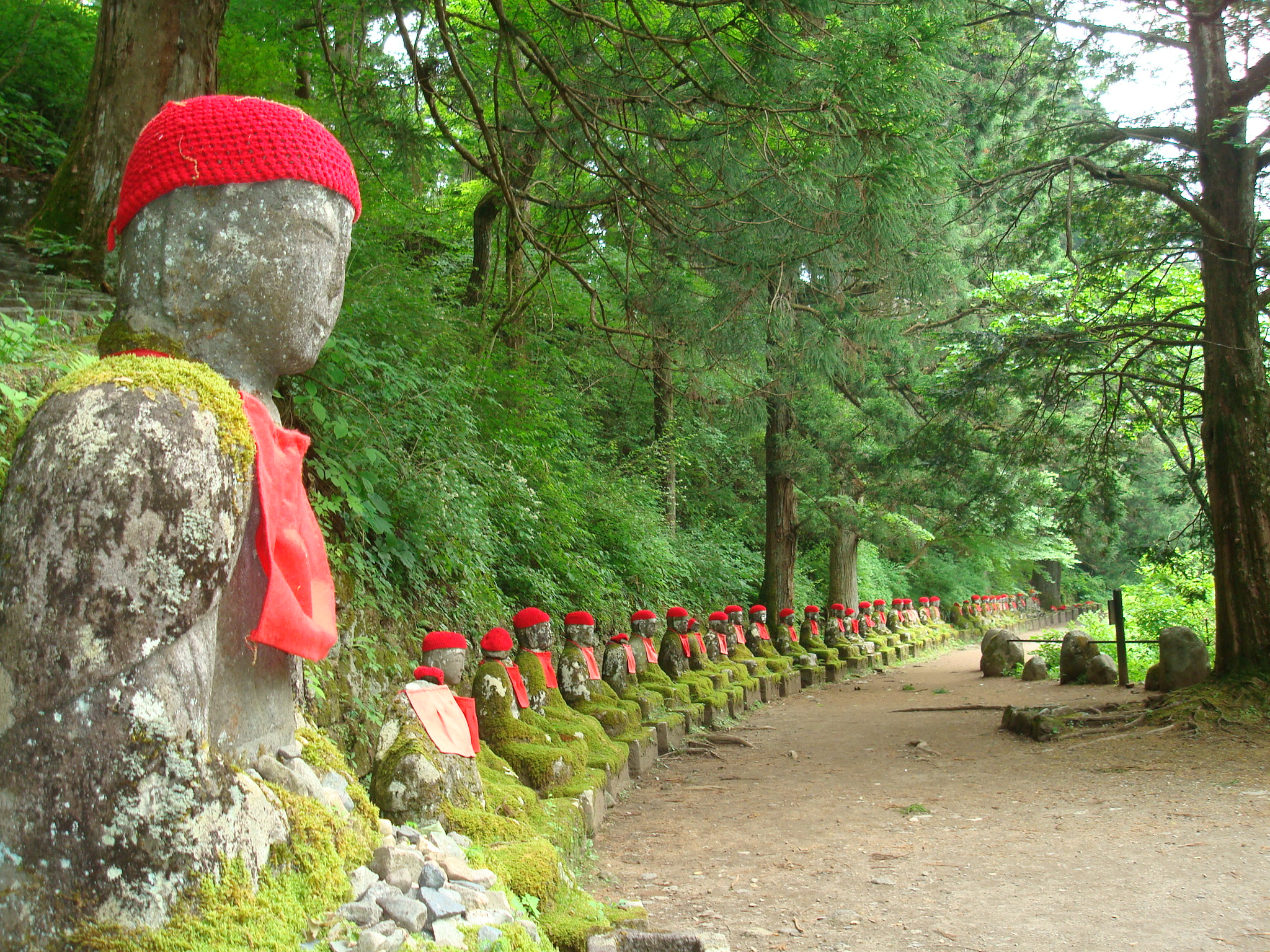
並び地蔵（化け地蔵）

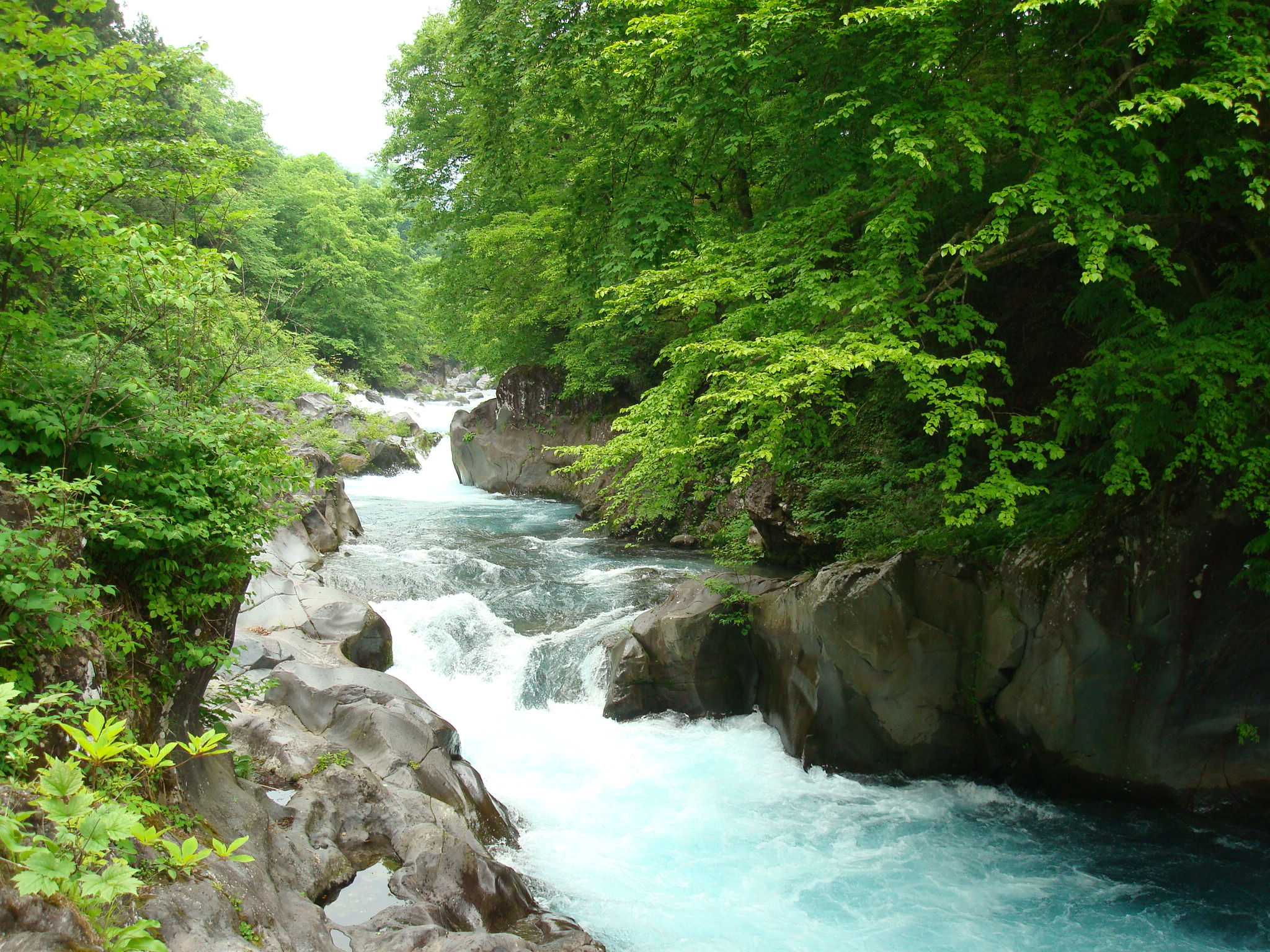
憾満ヶ淵

  - 久次良神社：日光西町五社の一。久次良大明神から久次良神社に変更となったのは明治期。
  - 花石神社：久次良と隣接する花石町の氏神で、樹齢600年（平成19年以前の樹高29メートル）の巨杉で知られる[12]。
  - 久次良薬師堂：地蔵仏が祀られているほか、本堂では目の息災を願って「め」と書いた習字を奉納する年間行事も行われている。
  - 日光山妙法寺
  - 大日如来堂
  - 松尾芭蕉句碑
  - 憾満ヶ淵：空海僧正によって掘られたとされる梵字が残り、現在の今市の日光杉並木手前に安置されている石造地蔵菩薩坐像（像高2メートル）はここに由来するとされる[13]。今市宿 (下野国)を参照。
    - 並び地蔵（化け地蔵）
    - 憾満ヶ淵ストーンパーク

  - 大日橋
  - お坊石：久次良町と花石町に点在する7つの巨岩。
    - 夜泣き石：泣き声をあげる岩の伝説が存在する[14]。
    - 蓮華石：蓮華石地蔵が祀られていたが、明治の火災の折に明覚院の僧快吽によって明覚院に安置され、現在は松原町に座する[15]。故に蓮華石村と呼ばれ、現在の花石町の由来となった[16]。
    - 雄石・雌石

  - 明覚院：山伏の寺として知られたが昭和6年に途絶え、昭和29年に仏像と本堂が移設された。当寺の巴快寛が、明治期の神仏分離の折に町民代表として時の天皇に直訴したり、円空僧正が宿泊したエピソードも残る。安川町に巴快寛顕彰碑がある[17]。
  - 焼加羅の碑：名馬焼加羅（たきがら）を謳った漢文碑。
  - 元ルーマニア公使館別荘[18]
- 食堂・レストラン・企業
  - 花蓮[19]
  - 日光くじら食堂
  - 金谷ホテルベーカリー・ぽぽ[20]

## 著名人
- 伊福部昭 -映画音楽を制作する為に東宝と契約し1946年[21]8月16日久次良町に転居し次女が生まれ、小宮豊隆に招聘され東京音楽学校（現東京藝術大学）の作曲科講師に就任した[注 1][22][23]。

## 交通

### 路線バス
- 東武バス日光
  - JR・東武日光駅 - 西参道入口 - やしおの湯
  - JR・東武日光駅 - 西参道入口 - 清滝 - 中禅寺温泉
  - JR・東武日光駅 - 西参道入口 - 清滝 - 中禅寺温泉 - 光徳温泉 - 湯元温泉

など

### 道路
- 日本ロマンチック街道（国道120号・国道122号重複）